# Абдуллаева, Назлы Муршуд кызы
Назлы Муршуд кызы Абдуллаева (азерб. Abdullayeva Nazlı Mürşüd qızı, 1 июля 1902, Арабшахверди, Геокчайский уезд — 17 октября 1978, Маллы Шихлы, Геокчайский район) — колхозница, хлопковод, звеньевая колхоза «Красный Азербайджан», Герой Социалистического Труда (1950).

## Биография
Родилась 1 июля 1902 года в селе Арабшахверди Геокчайского уезда Бакинской губернии, Российская империя (ныне — на территории Гёйчайского района, Азербайджан).
C 1927 года по 1965 год работала в колхозах «Новый путь» и «Красный Азербайджан» Геокчайского района.
В 1948 году собрала высокий урожай хлопка-сырца. За этот трудовой подвиг была удостоена в 1950 году звания Героя Социалистического Труда.
В 1965 году вышла на пенсию.
Скончалась 17 октября 1978 года в селе Маллы Шихлы Геокчайского района.

## Награды
- Герой Социалистического Труда (1950);
- Орден Ленина (1950).